# Liste der Baudenkmale in Karstädt (Prignitz)
In der Liste der Baudenkmale in Karstädt sind alle Baudenkmale der brandenburgischen Gemeinde Karstädt und ihrer Ortsteile aufgelistet. Grundlage ist die Veröffentlichung der Landesdenkmalliste mit dem Stand vom 31. Dezember 2020.

## Baudenkmale
In den Spalten befinden sich folgende Informationen:
- ID-Nr.: Die Nummer wird vom Brandenburgischen Landesamt für Denkmalpflege vergeben. Ein Link hinter der Nummer führt zum Eintrag über das Denkmal in der Denkmaldatenbank. In dieser Spalte kann sich zusätzlich das Wort Wikidata befinden, der entsprechende Link führt zu Angaben zu diesem Denkmal bei Wikidata.
- Lage: die Adresse des Denkmales und die geographischen Koordinaten. Link zu einem Kartenansichtstool, um Koordinaten zu setzen. In der Kartenansicht sind Denkmale ohne Koordinaten mit einem roten beziehungsweise orangen Marker dargestellt und können in der Karte gesetzt werden. Denkmale ohne Bild sind mit einem blauen bzw. roten Marker gekennzeichnet, Denkmale mit Bild mit einem grünen beziehungsweise orangen Marker.
- Bezeichnung: Bezeichnung in den offiziellen Listen des Brandenburgischen Landesamtes für Denkmalpflege. Ein Link hinter der Bezeichnung führt zum Wikipedia-Artikel über das Denkmal.
- Beschreibung: die Beschreibung des Denkmales
- Bild: ein Bild des Denkmales und gegebenenfalls einen Link zu weiteren Fotos des Baudenkmals im Medienarchiv Wikimedia Commons

### Birkholz
| ID-Nr.   | Lage   | Bezeichnung                       | Beschreibung | Bild |
| -------- | ------ | --------------------------------- | --- | ---- |
| 09160121 | (Lage) | Gutshaus („Schloss“) und Gutspark | Das ehemalige Herrenhaus wurde 1904 bis 1905 für Freiherr von Maltzahn erbaut. Das Haus hat einen breiten Mittelrisalit und rechte einen Turmbau. Nach dem Zweiten Weltkrieg wohnten hier Flüchtlinge, später wurde das Herrenhaus von der Zivilverteidigung der DDR genutzt. Heute ist es ein Firmensitz eines Landwirtschaftsbetriebes. | BW   |

### Blüthen
| ID-Nr.            | Lage                   | Bezeichnung                      | Beschreibung | Bild                             |
| ----------------- | ---------------------- | -------------------------------- | --- | -------------------------------- |
| 09160052 Wikidata | Lindenstraße (Lage)    | Dorfkirche                       | Die Kirche wurde wahrscheinlich Anfang des 16. Jahrhunderts erbaut. Es ist ein Saalbau aus Feldstein mit einem verbretterten Fachwerkturm. Der Westturm wurde 1851 erbaut. Im Osten der Kirche befindet sich ein Staffelgiebel. Hier befinden sich auch zwei Grabsteine. | weitere Bilder                   |
| 09160883          | Lindenstraße 20 (Lage) | Pfarrhaus und Wirtschaftsgebäude | Das Pfarrhaus liegt direkt angrenzend an die Kirche. Es ist ein eingeschossiger, siebenachsiger Bau mit einem Satteldach. Es wird auf die Zeit um 1871/75 datiert. | Pfarrhaus und Wirtschaftsgebäude |

### Boberow
| ID-Nr.            | Lage                 | Bezeichnung    | Beschreibung | Bild           |
| ----------------- | -------------------- | -------------- | --- | -------------- |
| 09160054 Wikidata | Am Park (Lage)       | Dorfkirche     | Die evangelische Dorfkirche wurde um 1300 erbaut. Der Saalbau wurde aus Feldstein erbaut und hat einen eingezogenen Chor und einen quadratischen Westturm. Die Ausstattung im Inneren ist im neugotischen Stil gehalten und wurde 1864 erstellt. | weitere Bilder |
| 09160056          | Dorfstraße (Lage)    | Kriegerdenkmal | | Kriegerdenkmal |
| 09160055          | Dorfstraße 33 (Lage) | Bauernhaus     | | Bauernhaus     |

### Bootz
| ID-Nr.   | Lage                     | Bezeichnung                          | Beschreibung | Bild |
| -------- | ------------------------ | ------------------------------------ | ------------ | ---- |
| 09161144 | Bootzer Parkweg 5 (Lage) | Wohnhaus und zwei Wirtschaftsgebäude |              | BW   |

### Dallmin
| ID-Nr.   | Lage                | Bezeichnung                 | Beschreibung | Bild                        |
| -------- | ------------------- | --------------------------- | --- | --------------------------- |
| 09160066 | Marktplatz (Lage)   | Konzentrationslager-Mahnmal | | Konzentrationslager-Mahnmal |
| 09160063 | Marktplatz (Lage)   | Dorfkirche                  | Die evangelische Dorfkirche wurde im Kern wahrscheinlich Ende des 13. Jahrhunderts erbaut. Es ist ein Saalbau aus Feldsteinquadern mit einem Fachwerkturm mit geschweifter Haube und offener Laterne. Im Inneren ist die Balkendecke mit Ornamentmalerei versehen. Der Kanzelaltar stammt aus dem Anfang des 18. Jahrhunderts. Die Orgel wurde von Anton Heinrich Gansen 1722–1724 erbaut. | weitere Bilder              |
| 09160064 | Marktplatz 8 (Lage) | Gutshaus („Schloss“)        | Das ehemalige Herrenhaus wurde um 1808 erbaut. Es ist ein zweigeschossiges Haus mit einem Mansardwalmdach. | Gutshaus („Schloss“)        |
| 09160065 | Marktplatz (Lage)   | Gutspark                    | Der Gutspark wurde bereits im 18. Jahrhundert angelegt, von 1808 bis 1810 wurde er neu gestaltet. | Gutspark                    |

### Dargardt
| ID-Nr.   | Lage                | Bezeichnung | Beschreibung | Bild               |
| -------- | ------------------- | ----------- | ------------ | ------------------ |
| 09160093 | Unter den Linden () | Gutsscheune |              | ein Bild hochladen |

### Garlin
| ID-Nr.   | Lage                         | Bezeichnung | Beschreibung | Bild |
| -------- | ---------------------------- | ----------- | --- | ---- |
| 09160091 | Garliner Dorfstraße (Lage)   | Dorfkirche  | Die evangelische Kirche wurde Ende des 15. Jahrhunderts erbaut. Es ist ein Saalbau aus Feldstein. Der Westturm wurde wahrscheinlich 1705 erbaut, er wurde aus Fachwerk errichtet. Der Innenraum ist im Stil der Neogotik gehalten. | BW   |
| 09160092 | Garliner Dorfstraße 8 (Lage) | Pfarrhaus   | | BW   |

### Glövzin
| ID-Nr.            | Lage                        | Bezeichnung | Beschreibung | Bild           |
| ----------------- | --------------------------- | ----------- | --- | -------------- |
| 09160448 Wikidata | Premsliner Straße 42 (Lage) | Dorfkirche  | Die evangelische Kirche wurde 1896 im Stil der Neogotik erbaut. Es ist ein Saalbau aus Back- und Feldstein mit einem hohen Turm. | weitere Bilder |

### Groß Warnow
| ID-Nr.   | Lage                                 | Bezeichnung                                                              | Beschreibung | Bild |
| -------- | ------------------------------------ | ------------------------------------------------------------------------ | --- | ---- |
| 09161147 | Berliner Straße 5 (Lage)             | Nebengebäude des ehemaligen Postamts                                     | | BW   |
| 09160149 | Warnower Straße, Bäckerstraße (Lage) | Dorfkirche                                                               | Die Dorfkirche ist eine spätgotische Feldsteinkirche, die 1865 erneuert wurde. Im Innenraum steht unter anderem ein Schnitzaltar aus dem Anfang des 16. Jahrhunderts, der durch einen steinimitierenden Ölfarbenanstrich entstellt wurde. | BW   |
| 09160898 | Warnower Straße 32 (Lage)            | Pfarrgehöft, bestehend aus Pfarrhaus, Wirtschaftsgebäude und Einfriedung | | BW   |

### Kaltenhof
| ID-Nr.   | Lage | Bezeichnung                                               | Beschreibung | Bild               |
| -------- | ---- | --------------------------------------------------------- | ------------ | ------------------ |
| 09160821 | ()   | Grabdenkmal für Christian Dietrich Ferdinand von Karstedt |              | ein Bild hochladen |

### Karstädt
| ID-Nr.            | Lage                            | Bezeichnung                                                                                          | Beschreibung                               | Bild                                                                                              |
| ----------------- | ------------------------------- | --- | ------------------------------------------ | ------------------------------------------------------------------------------------------------- |
| 09160175          | ()                              | Gedenkstein für die Opfer des Faschismus und Militarismus                                            |                                            | ein Bild hochladen                                                                                |
| 09160174          | ()                              | Gedenkstein für Hans Kahle                                                                           |                                            | ein Bild hochladen                                                                                |
| 09160899          | Bahnhofstraße 4 (Lage)          | Bahnhof Karstädt, bestehend aus Bahnhofsempfangsgebäude, Nebengebäude, Güterschuppen und Pflasterung |                                            | weitere Bilder                                                                                    |
| 09160788          | Ernst-Thälmann-Platz 3 (Lage)   | Genossenschaftsmolkerei, bestehend aus Molkereigebäude, Speichergebäude mit Silo und Lagergebäude    |                                            | Genossenschaftsmolkerei, bestehend aus Molkereigebäude, Speichergebäude mit Silo und Lagergebäude |
| 09160173 Wikidata | Thomas-Müntzer-Straße (Lage)    | Dorfkirche                                                                                           | Die evangelische Kirche wurde 1895 erbaut. | weitere Bilder                                                                                    |
| 09160881          | Thomas-Müntzer-Straße 12 (Lage) | Gehöft, bestehend aus Wohnhaus, drei Wirtschaftsgebäuden, Hofpflasterung und Einfriedung             |                                            | Gehöft, bestehend aus Wohnhaus, drei Wirtschaftsgebäuden, Hofpflasterung und Einfriedung          |

### Karstädt-Semlin
| ID-Nr.   | Lage                                            | Bezeichnung                                                                                          | Beschreibung                                                                                                 | Bild                                                                                                 |
| -------- | ----------------------------------------------- | --- | --- | --- |
| 09160771 | Semliner Straße 6, Thomas-Müntzer-Straße (Lage) | Gutsanlage, bestehend aus Gutshaus mit Resten der Einfriedung, Speicher und zwei Wirtschaftsgebäuden | Das Gutshaus stammt im Ursprung aus der ersten Hälfte des 18. Jahrhunderts. Im Jahre 1923 wurde es umgebaut. | Gutsanlage, bestehend aus Gutshaus mit Resten der Einfriedung, Speicher und zwei Wirtschaftsgebäuden |

### Karwe
| ID-Nr.   | Lage                       | Bezeichnung | Beschreibung | Bild |
| -------- | -------------------------- | ----------- | ------------ | ---- |
| 09160211 | Karwer Dorfstraße 6 (Lage) | Gutshaus    |              | BW   |

### Klein Warnow
| ID-Nr.   | Lage                    | Bezeichnung | Beschreibung | Bild           |
| -------- | ----------------------- | --- | ------------ | -------------- |
| 09160861 | Am Bahnhof 12-14 (Lage) | Bahnhof Klein Warnow, bestehend aus Bahnhofsempfangsgebäude, Güterschuppen, drei Beamtenwohnhäusern, vier Nebengebäuden, Backofen und Pflasterung auf dem Vorplatz |              | weitere Bilder |

### Kribbe
| ID-Nr.   | Lage                        | Bezeichnung                     | Beschreibung | Bild                            |
| -------- | --------------------------- | ------------------------------- | ------------ | ------------------------------- |
| 09160210 | Kribber Dorfstraße (Lage)   | Dorfkirche                      |              | weitere Bilder                  |
| 09160862 | Kribber Dorfstraße 1 (Lage) | Wohnhaus mit Wirtschaftsgebäude |              | Wohnhaus mit Wirtschaftsgebäude |

### Laaslich
| ID-Nr.   | Lage                      | Bezeichnung                     | Beschreibung | Bild               |
| -------- | ------------------------- | ------------------------------- | ------------ | ------------------ |
| 09160228 | Am Dorfplatz 61 (Lage)    | Wohnhaus mit Wirtschaftsgebäude |              | BW                 |
| 09160229 | Kirschblütenstraße (Lage) | Dorfkirche                      |              | weitere Bilder     |
| 09161960 | Kirschblütenstraße ()     | Gefallenendenkmal               |              | ein Bild hochladen |

### Lenzersilge
| ID-Nr.   | Lage                      | Bezeichnung                                                                           | Beschreibung | Bild |
| -------- | ------------------------- | ------------------------------------------------------------------------------------- | ------------ | ---- |
| 09160230 | Lanzer Chaussee 13 (Lage) | Wohnhaus (Querdielenhaus)                                                             |              | BW   |
| 09160872 | Lanzer Chaussee 20 (Lage) | Gehöft, bestehend aus Wohnhaus, Wirtschaftsgebäude, Scheune und Nebengebäude          |              | BW   |
| 09160873 | Lanzer Chaussee 22 (Lage) | Gehöft, bestehend aus Wohnhaus, vier Wirtschaftsgebäuden, Wasserpumpe und Einfriedung |              | BW   |

### Mankmuß
| ID-Nr.            | Lage                          | Bezeichnung                                                                                              | Beschreibung                                                                                              | Bild           |
| ----------------- | ----------------------------- | --- | --- | -------------- |
| 09160306 Wikidata | Mankmußer Dorfstraße (Lage)   | Dorfkirche                                                                                               | Die evangelische Dorfkirche ist ein spätgotischer Bau. Im Inneren befindet sich ein barocker Kanzelaltar. | weitere Bilder |
| 09160717          | Mankmußer Dorfstraße 1 (Lage) | Gutshof, bestehend aus Wohnhaus, zwei Stallgebäuden, Scheune, Obstgarten und straßenseitiger Einfriedung | | BW             |
| 09160841          | Forsthof 2 (Lage)             | Förstereigehöft Stavenow, bestehend aus Forsthaus, Stall und Scheune                                     | | BW             |

### Mesekow
| ID-Nr.   | Lage   | Bezeichnung | Beschreibung | Bild |
| -------- | ------ | ----------- | ------------ | ---- |
| 09161959 | (Lage) | Dorfkirche  |              | BW   |

### Nebelin
| ID-Nr.   | Lage                                           | Bezeichnung                                                                        | Beschreibung | Bild                                                        |
| -------- | ---------------------------------------------- | ---------------------------------------------------------------------------------- | --- | ----------------------------------------------------------- |
| 09160865 | Kastanienweg 1, Nebeliner Dorfstraße 17 (Lage) | Gutsanlage, bestehend aus Gutshaus, Scheune, zwei Wirtschaftsgebäuden und Wohnhaus | | BW                                                          |
| 09160328 | Nebeliner Dorfstraße (Lage)                    | Dorfkirche                                                                         | Die evangelische Dorfkirche wurde um 1300 erbaut. Der Innenraum der Kirche ist im Stil des Barocks erstellt. Der Kanzelaltar stammt aus der ersten Hälfte des 18. Jahrhunderts. | weitere Bilder                                              |
| 09160329 | Nebeliner Dorfstraße (Lage)                    | Denkmal für Freiherr vom Stein                                                     | Das Denkmal für Freiherr vom Stein wurde 1913 zur 100-Jahr-Feier der Völkerschlacht bei Leipzig für Heinrich Friedrich Karl vom und zum Stein eingeweiht. Der Sockel des Denkmales besteht aus Findlingen, in der Mitte ein Monolith. | Denkmal für Freiherr vom Stein                              |
| 09160798 | Nebeliner Dorfstraße 6 (Lage)                  | Gehöft, bestehend aus Wohnhaus und drei Wirtschaftsgebäuden                        | Das Wohnhaus ist ein giebelständiges Fachwerkhaus mit Ziegelausfachung in der Form eines Ernhauses. Es ist dendrochronologisch auf das Jahr 1753 datiert. | Gehöft, bestehend aus Wohnhaus und drei Wirtschaftsgebäuden |
| 09160782 | Nebeliner Dorfstraße 55 (Lage)                 | Gehöft, bestehend aus Wohnhaus und drei Wirtschaftsgebäuden                        | Das Wohnhaus, erbaut im Juni 1846 in Fachwerkbauweise: kleinformatiges Rechteckgefache mit Ziegelausfachungen, Krüppelwalmdach mit Biberschwanzdeckung, Feldsteinsockel, bauzeitliche Details wie Lehmdecken, Lehmputz und Wände innen, Kastenschlösser, Türknöpfe, Stützkolbenaufhängungen und Bockshornbeschläge; Grundriss zeigt traditionelle Teilung des Prignitzer Bauernhauses in Wohnhaus und Altenteil, jeweils mit Vorderflur und Hinterflurküche, Balkeninschrift: „Las mich O! höchster Gott unter deinem Schutz hier stehn / Laß mich in keiner Noth noch Brand zu Grunde gehen. Joachim Samuel Hingst den 16en Juni 1846“. Die Durchfahrtscheune mit Kuh- und Pferdestall sowie Speicher: erbaut 1901, zweigeschossig, Sockel und Erdgeschoss Feldsteinmauerwerk aus behauenen Feldsteinen, Obergeschoss Fachwerk mit Ziegelausfachungen, Decke aus Preußischen Kappen. Das ehemalige Backhaus mit Waschküche und Schweinestall: Feldsteinsockel, Sichtziegelwände, Pultdach mit historischer Dachbegrünung. Sogenannter Obenkeller: Lagerkeller, Arbeiterküche und Speicher, Feldsteinsockel, bauzeitlich typische Lehmstampfwände, Biberschwanzziegeldach | Gehöft, bestehend aus Wohnhaus und drei Wirtschaftsgebäuden |

### Pinnow
| ID-Nr.            | Lage                   | Bezeichnung                                                    | Beschreibung | Bild           |
| ----------------- | ---------------------- | -------------------------------------------------------------- | --- | -------------- |
| 09160506 Wikidata | Gartenstraße (Lage)    | Dorfkirche                                                     | Die evangelische Dorfkirche wurde wahrscheinlich im Kern im 14. Jahrhundert erbaut. Der Turm am Chor südöstlich der Kirche ist in der Region Prignitz einmalig, wie er entstand ist unklar. Im Inneren befindet sich ein barocker Kanzelaltar aus dem Jahr 1755. | weitere Bilder |
| 09160708          | Gartenstraße 4 (Lage)  | Bauernhof, bestehend aus Wohnhaus und zwei Wirtschaftsgebäuden | | BW             |
| 09160507          | Gartenstraße 18 (Lage) | Gutshaus                                                       | | BW             |

### Postlin
| ID-Nr.   | Lage                          | Bezeichnung                                                    | Beschreibung | Bild                    |
| -------- | ----------------------------- | -------------------------------------------------------------- | --- | ----------------------- |
| 09161214 | (Lage)                        | Meilenstein, an der B 5                                        | | Meilenstein, an der B 5 |
| 09160176 | Petrus-Kregenow-Straße (Lage) | Dorfkirche mit Kirchhofsmauer, Spritzenhaus und Kriegerdenkmal | Die Kirche wurde im Jahre 1866 im neogotischen Stil erbaut, dabei wurden Teile einer spätgotischen Kirche verwendet. Im Inneren ein Schnitzaltar aus der Zeit um 1500. In der Mitte des Altars befindet sich eine Madonna umgeben von Engel. In den Flügel des Altars sind die zwölf Apostel dargestellt. | weitere Bilder          |

### Premslin
| ID-Nr.   | Lage                      | Bezeichnung | Beschreibung | Bild           |
| -------- | ------------------------- | ----------- | ------------ | -------------- |
| 09160447 | Nebeliner Straße 2 (Lage) | Dorfkirche  |              | weitere Bilder |

### Pröttlin
| ID-Nr.   | Lage                   | Bezeichnung | Beschreibung | Bild           |
| -------- | ---------------------- | ----------- | --- | -------------- |
| 09160505 | Grabower Straße (Lage) | Dorfkirche  | Die evangelische Dorfkirche wurde um 1500 als Feldsteinkirche erbaut. Der Westturm wurde im Jahr 1863 hinzugefügt. Im Inneren befindet sich ein Schnitzaltar aus dem 16. Jahrhundert, er zeigt eine Madonna umgeben von vier Heiligen, in den Flügeln die zwölf Apostel. Die Kanzel wurde Anfang des 17. Jahrhunderts gefertigt. | weitere Bilder |

### Reckenzin
| ID-Nr.            | Lage                             | Bezeichnung | Beschreibung | Bild               |
| ----------------- | -------------------------------- | ----------- | ------------ | ------------------ |
| 09160531 Wikidata | Reckenziner Dorfstraße (Lage)    | Dorfkirche  |              | weitere Bilder     |
| 09160532          | Reckenziner Dorfstraße 47 (Lage) | Dorfschule  |              | BW                 |
| 09160533          | Reckenziner Dorfstraße ()        | Ziehbrunnen |              | ein Bild hochladen |

### Sargleben
| ID-Nr.   | Lage                             | Bezeichnung                 | Beschreibung | Bild |
| -------- | -------------------------------- | --------------------------- | --- | ---- |
| 09160094 | Sarglebener Dorfstraße (Lage)    | Dorfkirche                  | Die Kirche wurde wahrscheinlich im 15. Jahrhundert erbaut. Es ist ein Saalbau aus Feldsteinen. Im Westen befindet sich ein Fachwerkturm. Im Inneren ein Schnitzaltar, entstanden um 1500. | BW   |
| 09160094 | Sarglebener Dorfstraße 27 (Lage) | Wohnhaus mit Hofpflasterung | | BW   |

### Seetz
| ID-Nr.   | Lage                          | Bezeichnung                                        | Beschreibung | Bild |
| -------- | ----------------------------- | -------------------------------------------------- | ------------ | ---- |
| 09160095 | Seetzer Lindenallee 13 (Lage) | Kapelle mit Dorfschule                             |              | BW   |
| 09160709 | Seetzer Lindenallee 24 (Lage) | Gasthof „Zu den sechs Linden“ (ehemaliger Gutshof) |              | BW   |

### Stavenow
| ID-Nr.   | Lage               | Bezeichnung                                              | Beschreibung | Bild |
| -------- | ------------------ | -------------------------------------------------------- | ------------ | ---- |
| 09160721 | Stavenow 20 (Lage) | Gutshaus (Südflügel und Keller des Westflügels) mit Park |              | BW   |
| 09160177 | Stavenow (Lage)    | Ruine der Dorfkirche                                     |              | BW   |

### Streesow
| ID-Nr.   | Lage   | Bezeichnung                                   | Beschreibung | Bild                                          |
| -------- | ------ | --------------------------------------------- | --- | --------------------------------------------- |
| 09160534 | (Lage) | Steinbogenbrücke der Eisenbahn Berlin–Hamburg | Die Brücke wird auch Löwenkopfbrücke genannt und steht bereits seit 1982 unter Denkmalschutz. Beim Streckenausbau 1993/94 wurde die Brücke Stein für Stein abgetragen und wieder neu aufgebaut. | Steinbogenbrücke der Eisenbahn Berlin–Hamburg |

### Strehlen
| ID-Nr.   | Lage                         | Bezeichnung | Beschreibung | Bild       |
| -------- | ---------------------------- | ----------- | ------------ | ---------- |
| 09160053 | Strehlener Dorfstraße (Lage) | Dorfkirche  |              | Dorfkirche |

### Waterloo
| ID-Nr.   | Lage                | Bezeichnung | Beschreibung | Bild     |
| -------- | ------------------- | ----------- | --- | -------- |
| 09160741 | Schlossweg 3 (Lage) | Landhaus    | Das Vorwerk wurde 1817 gegründet. Der Besitzer, Otto von Voß, war Teilnehmer der Schlacht bei Waterloo. Aus diesem Grund nannte der den Ort nach der Schlacht. Das jetzige Gutshaus wurde 1934 erbaut, damals noch mit einem Reetdach. | Landhaus |

### Zapel
| ID-Nr.   | Lage                  | Bezeichnung                                   | Beschreibung | Bild |
| -------- | --------------------- | --------------------------------------------- | --- | ---- |
| 09160742 | Schlossplatz 5 (Lage) | Gutshaus mit gärtnerisch gestalteter Vorfahrt | Aus einem Vorwerk wurde im 17. Jahrhundert ein Rittergut. Das Gutshaus wurde in der zweiten Hälfte des 18. Jahrhunderts erbaut, danach mehrmals umgebaut. Es ist ein eingeschossiger Bau mit sieben Achsen und einem Mansarddach. | BW   |